# بحيرة المقلاة
بحيرة المقلاة

## تاريخها
في عام 1886، ثار بركان جبل تاراويرا، بالقرب من بلدة روتوروا في الجزيرة الشمالية بنيوزيلندا. كان ذلك أكبر ثوران شهدته نيوزيلندا وكارثة أودت بحياة أكثر من مئة شخص، تاركة وراءها حفرة طبيعية واسعة تحولت بعد 130 عاما إلى أكبر ينبوع ساخن في العالم وأصبحت معلما سياحيا تفتخر نيوزيلندا باحتضانه.
ولم يتردد الأوروبيون المحليون في إطلاق اسم (Frying Pan Lake) أو “المقلاة” على البحيرة كونها فعلا تؤدي مهام هذه الأخيرة وهي “القلي”، إذ يبلغ متوسط درجة الحرارة 50 درجة مئوية فيما تصل حرارة الأماكن الأكثر حرارة فيها إلى درجة الغليان، مما يؤدى إلى تدفق كمية كبيرة من الغازات السامة والبخار باستمرار.

## الطبيعة
على جانب “بحيرة المقلاة” تشكل ما يشبه مدخنة طبيعية كبيرة وطحالب زرقاء مائلة إلى اللون الأخضر يغطيها اللون البرتقالي وهو مادة الكيراتين التي تنتجها الطحالب لحماية نفسها من الأشعة فوق البنفسجية.
ووفقاً لأحد المواقع، يبلغ عمق “بحيرة المقلاة” ستة أمتار، ومياهها حامضة يصل متوسط حموضتها إلى 3.5PH مما يعني أنها ليست صالحة للشرب، وتبدو من السطح وكأنها تغلي ولكن ذلك ليس ناتجاً عن سخونة المياه وإنما بسبب تفاعل غازات ثاني أوكسيد الكربون وكبريتيد الهيدروجين. ومع ذلك، فهناك حالات غليان حقيقية تجري تحت مياه “بحيرة المقلاة” ولكنها تصبح أقل حرارة عندما تلامس السطح.
تغطي “بحيرة المقلاة” مساحة قدرها 38 ألف متر مربع، يغذيها عدد لا يحصى من الينابيع الحمضية. ومع أنها حديثة التكوين، فلم تمنع مياه البحيرة الساخنة الغابات الأصلية من النمو باستمرار لتغطي حافة أكبر ينبوع ساخن في العالم.

## أنظر أيضاً
- البحيرة الفوارة
- نبع البراق الكبير